# Medio Monte segunda sección
Medio Monte segunda sección es una localidad del estado mexicano de Chiapas. Es parte del municipio de Tuxtla Chico.

## Demografía
| Gráfica de evolución demográfica |
|                                  |

| Censo | Población |
| ----- | --------- |
| 1960  | 2 066     |
| 1970  | 1 624     |
| 1980  | 2 262     |
| 1990  | 1 381     |
| 2000  | 3 528     |
| 2010  | 4 182     |
| 2020  | 2 813     |